# Grande Mèsule
Grande Mèsule ou Monte Mèsule (em alemão:  Großer Möseler),  é um cume dos Alpes que culmina a 3 478 m de altitude e se situa nos Alpes de Zillertal, dos Alpes do Tauern ocidentais, e na linha de separação entre o
em Tirol austríaco e a Província autónoma de Bolzano  na Itália.

## Ascensões
A primeira ascensão foi feita 16 de Junho 1865 por G. H. Fox, Douglas William Freshfield, Francis Fox Tuckett e com François Devouassoud e Peter Michel